# التلال لها عيون
التلال لها عيون (بالإنجليزية: The Hills Have Eyes)‏ هي سلسلة أفلام رعب بدأت بالجزء الأول في عام 1977 وأخرجه ويس كريفن. وأنتج الجزء الثاني عام 1995 والثالث 2006. وقد أعيد إنتاج الجزء الأول من السلسلة في عام 2007.
وتدور قصة السلسلة حول عشيرة منعزلة في منطقة من الصحراء تقتل أي شخص يمر بهم. ويستمد الفيلم هذه القصة من أسطورة سوني بين، وهو سفاح إسكتلندي قيل أنه قتل وأكل أكثر من ألف شخص مع عائلته.